# Латориця
Ла́то́риця (словац. Latorica) — річка в Закарпатській області України та в Словаччині (округ Михайлівці). Ліва притока Бодрогу (басейн Дунаю).

## Опис
Довжина річки 188 км (в Україні — 156,6 км, у Словаччині — 31,4 км). Площа басейну 7680 км². Похил річки змінюється від 80 м/км (у верхів'ї) до 0,2 м/км (у пониззі). У верхній течії долина V-подібна, завширшки 100—700 м, подекуди каньйоноподібна (ширина 40—60 м). Річище слабозвивисте, багато порожистих ділянок. Ширина річки пересічно 15—30 м (найбільша 45 м), глибина до 2 м. У середній течії долина переважно ящикоподібна, завширшки від 1—2 км до 4,5 км. Ширина заплави 200—300 м, річища 30—50 м (найбільша понад 100 м). Нижня ділянка Латориці має нечітко виражену широку долину. Ширина заплави в пониззі досягає 4—6 км. Річище тут звивисте, є рукави, на окремих ділянках канали. Пересічна ширина річища 20—25 м, глибина понад 5 м.

## Розташування
Латориця бере початок на південно-західних схилах Вододільного хребта під Козаковою Полониною, що на схід від села Латірки. Від витоків до міста Сваляви Латориця тече переважно з півночі на південь, від Сваляви до Мукачева — на південний захід, від Мукачева до гирла — на захід. Річка перетинає Воловецьку верховину, Полонинський хребет, Свалявську улоговину та Вигорлат-Гутинський хребет, після чого виходить на Закарпатську низовину.

## Острови
- Марта-Маргарита.

## Притоки
Основні притоки:
- Яловський струмок, Жденівка, Пиня, Матекова, Визниця, Стара, Лаборець (праві).
- Бескид, Славка, Дубровиця, Вича, Свалявка, Коропець, Мочонка, Керепець (ліві).

## Екологічний стан
Екологічний стан Латориці незадовільний, оскільки вздовж неї майже від витоків до міста Мукачева проходить автошляхом М06 (Київ — Чоп) та частково залізниця з інтенсивним рухом. Крім того у верхній та середній течії на берегах річки розташовані чималі населені пункти, зокрема міста Свалява та Мукачево.
На Латориці бувають великі повені, інколи дуже руйнівні, найбільш трагічна повінь 1998 року.

## Панорама
| Україна | Це незавершена стаття з географії України. Ви можете допомогти проєкту, виправивши або дописавши її. |